# Dernač
Dernač je priimek v Sloveniji, ki ga je po podatkih Statističnega urada Republike Slovenije na dan 1. januarja 2010 uporabljalo 46 oseb in je med vsemi priimki po pogostosti uporabe uvrščen na 7.950. mesto.

## Znani nosilci priimka
- Alenka Dernač Bunta (*1945), operna pevka (mezzosopran), pevska pedagoginja
- Vlado Dernač (1912 - 1987), športni delavec in organizator (šport invalidov; šolski šport...), prejemnik Bloudkove nagrade 1979